# Rezet
Rezet ist eine deutsche Speed- und Thrash-Metal-Band, die im Jahr 2003 in Schleswig gegründet wurde.

## Geschichte
Die Band wurde im Jahr 2003 von Sänger und Gitarrist Richard Wagner und Gitarrist Thorben Schulz gegründet. In den Folgejahren veröffentlichte die Band einige Demos, wobei die Besetzung häufig wechselte. Im Februar 2008 erschien die EP Toxic Avenger. Nach der Veröffentlichung folgten Auftritte zusammen mit Bands wie Tankard, Flotsam and Jetsam, Steelwing, Skull Fist, Violator und Gama Bomb. Während einer Tour zusammen mit Enforcer und Portrait Anfang 2009 erreichte die Band einen Vertrag mit Iron Kodex Records. Das Debütalbum Have Gun, Will Travel erschien bei diesem Label im Juli 2010. Iron Bonehead Productions aus Berlin veröffentlichte die Vinyl-Version des Albums. Es folgten einige Touren durch Europa mit Auftritten in Deutschland, Österreich, den Niederlanden, Belgien, Großbritannien und der Schweiz. In den Jahren 2009 und 2010 spielte die Band zudem auf dem Wacken Open Air. Im Jahr 2011 trat die Gruppe auf dem Headbangers Open Air auf. 
Das zweite Album Civic Nightmares erschien am 30. März 2012 über Twilight Distribution. Am 8. Juni 2012 gab die Band auf ihrer Homepage bekannt, sich von ihrem Bassisten Sascha Marth getrennt zu haben. Als Grund wurden unüberbrückbare bandinterne Differenzen genannt. Schnell fand die Band in dem ehemaligen Mitglied Frank Gehde einen Ersatz. Am 1. September 2017 feierten sie während ihres Auftritts beim Meltdown Festival in Schuby die Veröffentlichung ihrer EP You Asked for It. Die Band ist aktiv und spielte 2023 ca. 25 Konzerte. Am 30. August 2024 erschien das sechste und selbstbetitelte Album Rezet über Violent Creek Records und Soulfood.

## Diskografie

### Alben
- 2010: Have Gun, Will Travel (Iron Kodex Records / Iron Bonehead Productions)
- 2012: Civic Nightmares (Twilight Distribution)
- 2016: Reality Is a Lie (Mighty Music)
- 2019: Deal With It! (Metalville)
- 2021: Truth In Between (Metalville)
- 2024: Rezet (Violent Creek Records)

### EPs
- 2008: Toxic Avenger (Eigenveröffentlichung)
- 2017: You Asked for It (Enorm Music)
- 2022: New World Murder (Umi Music)

### Live-DVDs
- 2015: End of a Decade: 10th Anniversary Show Dec. 13, 2014 (Eigenveröffentlichung)

### Singles
- 2017: Minority Erazer (Eigenveröffentlichung)

### Demos
- 2004: Raped Law (Eigenveröffentlichung)
- 2006: Cage of Destruction (Eigenveröffentlichung)
- 2006: Metal Night (Eigenveröffentlichung)
- 2007: Rezet to Zero (Eigenveröffentlichung)
- 2009: Have Gun, Will Travel (Eigenveröffentlichung)
- 2013: Demo 2013 (Eigenveröffentlichung)